# Bahnhof Pullach
Der Bahnhof Pullach liegt im Gemeindegebiet von Pullach im Isartal an der Isartalbahn von München nach Bichl. Seit 1981 ist er ein Haltepunkt an der S-Bahn-Linie 7 der S-Bahn München. In Pullach im Isartal existieren außerdem die Bahnhöfe Großhesselohe Isartalbahnhof und Höllriegelskreuth. Der Bahnhof besitzt zwei Bahnsteiggleise. Das Bahnhofsgebäude steht unter Denkmalschutz und wurde zwischenzeitlich durch die Gemeinde Pullach erworben.

## Lage
Der Bahnhof liegt in der Bahnhofstraße 10 in der Gemeinde Pullach im Isartal zwischen der Bundesstraße 11 und dem Hochufer der Isar. Er ist beidseitig von ebenerdigen Bahnübergängen umgeben, wobei die Schrankenanlagen bis April 2013 erneuert und vollständig automatisiert werden sollen. Von den geplanten Unterführungen an Stelle der beiden Bahnübergänge wurde schon vor Jahren Abstand genommen, da ein zu massiver Eingriff in das Ortsbild befürchtet wurde.

## Geschichte

Bahnhof Pullach um 1902

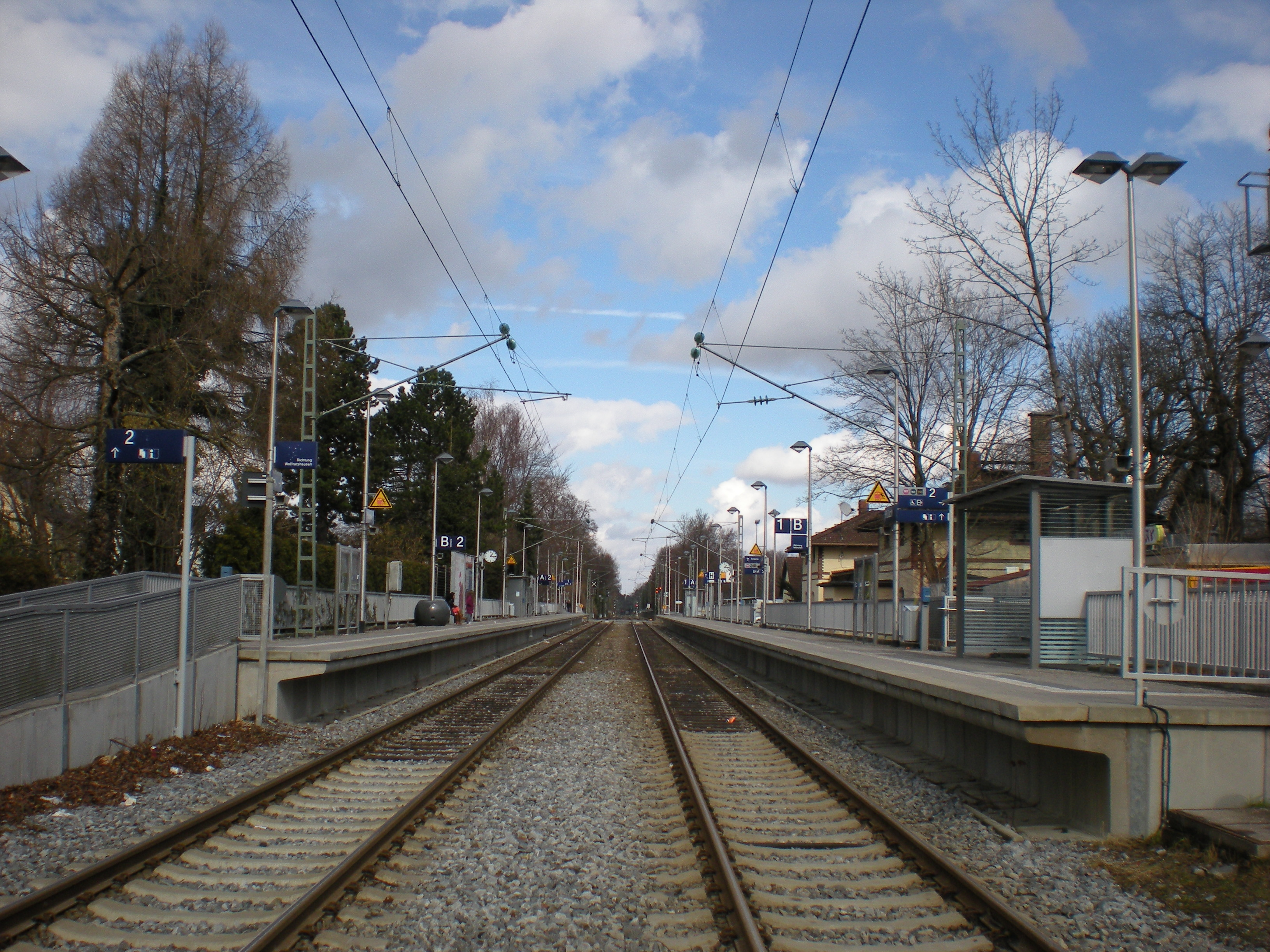
Seitenbahnsteige des Haltepunkts

Am 10. Juni 1891 nahm die Isartalbahn von Thalkirchen aus ihren Betrieb auf, zunächst bis Schäftlarn, noch im Juli weiter bis Wolfratshausen. Von Anfang an gab es in Pullach einen Bahnhof, der nach der Bahnstrecke auch den Namen Zusatz Isartalbahnhof bekam. Das Bahnhofsgebäude war bereits 1890 errichtet worden. Die Gleisanlagen konnten mit dem zweigleisigen Ausbau der Isartalbahn im Abschnitt von München Isartalbahnhof nach Höllriegelskreuth erweitert werden. Der Bahnhof Pullach besaß nun drei Gleise, die Gleise 2 und 3 wurden vom Personenverkehr genutzt. Das Gleis 1, an dem das Empfangsgebäude lag, diente hauptsächlich dem Güterverkehr. Dieses war auch mit einem Ladegleis und einem kleinen Güterschuppen ausgestattet. Am 15. Januar 1900 wurde der Bahnhof mit dem Abschnitt München Isartalbahnhof–Höllriegelskreuth der Isartalbahn elektrifiziert. Im Jahr 1944 bedienten den Bahnhof Pullach 44 Nahverkehrszüge, die meisten Verbindungen waren Vorortzüge von München Isartalbahnhof nach Höllriegelskreuth. Im Jahr 1973 wurden die Bahnhofsanlagen für die Integrierung in das Münchner S-Bahn-System umgebaut, dabei wurde ein Gleis abgerissen, sodass der Bahnhof zum Haltepunkt wurde. Die gebliebenen zwei Seitenbahnsteige wurden auf eine Höhe von 76 Zentimetern gebracht. Nach dem Umbau wurde der Bahnhof im 30-Minuten-Takt von lokbespannten S-Bahn-Zügen der S-Bahn-Linie 10 München Hauptbahnhof–Wolfratshausen bedient. Seit dem 31. Mai 1981 wird der Bahnhof im 20-Minuten-Takt von S-Bahn-Triebzügen der S-Bahn-Linie 7 bedient, dies wurde durch den Bau des Südstreckentunnels ermöglicht.

## S-Bahnhof
Der heutige S-Bahnhof hat zwei Bahnsteiggleise und zwei Seitenbahnsteige von 140 Metern Länge mit einer Höhe von 96 cm. An beiden Enden der Bahnsteige befinden sich ebenerdige Übergänge. Der S-Bahnhof wird von der S-Bahn-Linie S7 Wolfratshausen – Hauptbahnhof bedient, die im 20-Minuten-Takt verkehrt.
| Linie | Strecke | Taktfrequenz                           |
| ----- | --- | -------------------------------------- |
| S7    | Wolfratshausen – Icking – Ebenhausen-Schäftlarn – Hohenschäftlarn – Baierbrunn – Buchenhain – Höllriegelskreuth – Pullach – Großhesselohe Isartalbahnhof – Solln – Siemenswerke – Mittersendling – Harras – Heimeranplatz – Donnersbergerbrücke – Hauptbahnhof   | 20-Minuten-Takt                        |
| S20   | Höllriegelskreuth – Pullach – Großhesselohe Isartalbahnhof – Solln – Siemenswerke – Mittersendling – Heimeranplatz – Pasing (– Leienfelsstraße – Aubing – Puchheim – Eichenau – Fürstenfeldbruck – Buchenau – Schöngeising – Grafrath – Türkenfeld – Geltendorf) | einzelne Züge in der Hauptverkehrszeit |

## Bahnhofsgebäude
Das eingeschossige Bahnhofsgebäude befindet sich zwischen zwei zweistöckigen Pavillons. Das Empfangsgebäude und die Pavillons stellen einen verputzten Bau mit Sichtziegeldekor dar. Die Pavillons besitzen ein Walmdach, der Mittelteil ein Flachdach. An den Mittelteil schließt sich eine zwischen den Pavillons befindliche Bahnsteighalle an, die in Richtung des Hausbahnsteigs ausgerichtet ist. Sie wird von drei Stützen aus Gusseisen gestützt. Das Bahnhofsgebäude ist heute als Baudenkmal in der Bayerischen Denkmalliste eingetragen.